# Atanycolus crassicruris
Atanycolus crassicruris är en stekelart som beskrevs av Roy D. Shenefelt 1943. Atanycolus crassicruris ingår i släktet Atanycolus och familjen bracksteklar. Inga underarter finns listade.